# Miconia uninervis
Miconia uninervis är en tvåhjärtbladig växtart som beskrevs av Brother Alain. Miconia uninervis ingår i släktet Miconia och familjen Melastomataceae. Inga underarter finns listade i Catalogue of Life.